# Hvid nat
Hvid nat er en dansk spillefilm fra 2007, der er instrueret af Jannik Johansen efter manuskript af ham selv og Anders Thomas Jensen.
Morten Grunwald modtog Bodilprisen for bedste mandlige birolle i 2008 for sin rolle som Jacob Nymann.

## Handling
Den succesfulde ejendomshandler Ulrich Nymann har afsluttet endnu en indbringende handel. Som belønning tager Ulrich kollegaerne med i byen. De ender på en bar, hvor Ulrich under et skænderi skubber til fulderikken Allan, der falder så uheldigt, at han dør. Allan efterlader kone og 2 børn og en lille lejlighed i København NV. Ulrich har dårlig samvittighed og tager turen til NV. Det bliver starten på en tur, der vender op og ned på Ulrichs tilværelse. Da han er længst nede, får han hjælp fra en højst uventet kant.

## Medvirkende
- Lars Brygmann - Ulrich Nymann
- Anne Sofie Byder - Camilla Nymann
- Morten Grunwald - Jacob Nymann
- Nicolas Bro - Bertel Nymann
- Rikke Louise Andersson - Karina Nielsen
- Sarah Boberg - Sanne
- Jonatan Tulested - Jonas
- Ida Marie Folmann - Ida
- Jacob Ulrik Lohmann - Allan
- Henning Valin - Carsten
- Morten Lorentzen - Jesper
- Laus Høybye - Anders
- Nanna Øland Fabricius - Sara
- Ole Lemmeke - Laubjerg
- Malou Reymann - Malene Nymann
- Julie Wieth - Ester
- Malin Tani - Line i receptionen
- Morten Hauch-Fausbøll - Advokat Erik Møller
- Morten Lützhøft - Advokat Hans Jacoby
- Rasmus Botoft - Far med baby
- Søren Thomsen - Mandlig bartender
- Christian Grønvall - Vred mand
- Anne Møen - Vred kvinde
- Rolf Hansen - Fyr #1
- Joakim Malling - Fyr #2
- Nukâka Coster-Waldau - Veninde #1
- Rebecca Philipp Burr - Veninde #2
- Benjamin Kitter - Betjent i Karinas lejlighed #1
- Stine Schrøder Jensen - Betjent i Karinas lejlighed #2
- Thomas Voss - Yngre mand
- Hannah Corine - Yngre gravid kvinde
- Troels Nandrup-Bus - Betjent i detentionen
- Jørgen Rath - Betjent på værtshus #1
- Adam Sandenholt - Betjent på værtshus #2
- Anna Bård Larsen - Saras veninde #1
- Mathilde Norholt - Saras veninde #2
- Maria Skov Eriksen - Mor med baby
- Emma Mayorga Suhr - Baby #1
- Nicolas Mayorga Suhr - Baby #2